# 파키스탄 주재 외국공관 목록

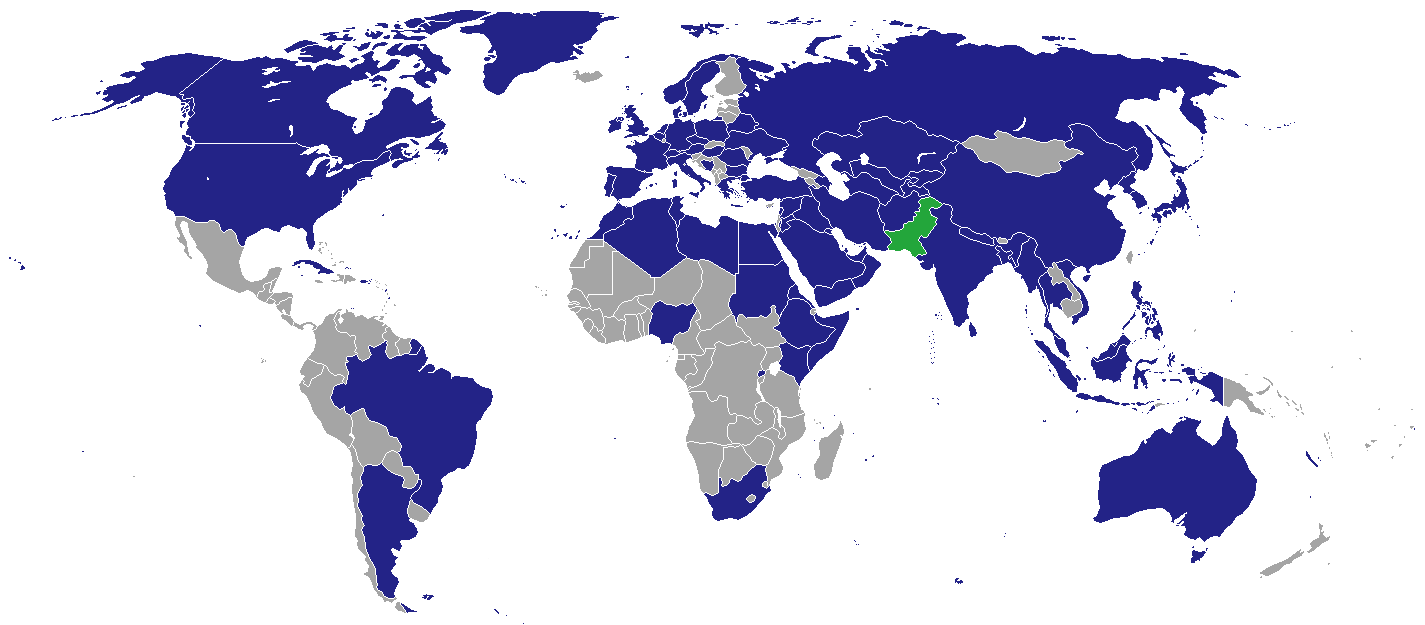
파키스탄에 설치한 외국공관들

다음은 파키스탄 주재 재외공관 목록이다. 현재 이슬라마바드에는 81개의 외교 공관이 있으며, 대부분은 외교관에 있다. 많은 나라들이 다른 파키스탄 도시에 영사관을 두고 있다. 몇몇 국가들은 아부다비, 앙카라, 리야드, 테헤란과 같은 다른 외국 수도들로부터 인가를 받은 비거주자 대사관을 가지고 있다.
이 목록에는 명예 영사는 포함되어 있지 않다.

## 이슬라마바드의 재외공관

### 대사관/고등판무관 사무소
- 아프가니스탄
- 알제리
- 아르헨티나
- 오스트레일리아
- 오스트리아
- 아제르바이잔
- 바레인
- 방글라데시
- 벨라루스
- 벨기에
- 보스니아 헤르체고비나
- 브라질
- 브루나이
- 불가리아
- 캐나다
- 중국
- 쿠바
- 체코
- 덴마크
- 이집트
- 에리트레아
- 에티오피아[1]
- 핀란드[2]
- 프랑스
- 독일
- 그리스
- 바티칸 시국
- 헝가리
- 인도
- 인도네시아
- 이란
- 이라크
- 이탈리아
- 일본
- 요르단
- 카자흐스탄
- 케냐
- 쿠웨이트
- 키르기스스탄
- 레바논
- [[파일:{{{국기그림-과도정부}}}|22x20px|border |리비아|링크=리비아]] 리비아
- 말레이시아
- 몰디브
- 모리셔스
- 모로코
- 미얀마
- 네팔
- 네덜란드
- 나이지리아
- 조선민주주의인민공화국
- 노르웨이
- 오만
- 팔레스타인
- 필리핀
- 폴란드
- 포르투갈
- 카타르
- 루마니아
- 러시아
- 사우디아라비아
- 소말리아
- 남아프리카 공화국
- 대한민국
- 스페인
- 스리랑카
- 수단
- 스웨덴
- 스위스
- 시리아
- 타지키스탄
- 태국
- 튀니지
- 튀르키예
- 투르크메니스탄
- 우크라이나
- 아랍에미리트
- 영국
- 미국
- 우즈베키스탄
- 베트남
- 예멘

### 기타 임무 또는 대표단
- 유럽 연합 (대표부)
- 북키프로스 (대표부)[3]

## 같이 보기
- 파키스탄의 재외공관 목록